# Potez VII
Dimensions
Le Potez VII est un biplan monomoteur de transport français conçu en 1919.

## Historique
Le Potez VII, construit par la société des Aéroplanes Henry Potez, est un dérivé civil du Potez SEA IV C2. La structure de l'avion est une ossature en bois, recouverte de toile et renforcée par des croisillons de cordes à piano. Un capotage en aluminium recouvre le moteur à l'avant. Le fuselage est allongé de 0,70 m derrière le poste de pilotage, pour y installer une cabine fermée.
Le premier vol a lieu en 1919. Ce biplan monomoteur est proposé à la vente comme transport postal, de fret ou de passagers, lors de la Sixième Exposition de la Locomotion aérienne de décembre 1919, au Grand Palais de Paris. Cet avion marque l'entrée de la société Potez dans l'aéronautique commerciale.
Un minimum de 23 exemplaires est produit à l'atelier d'Aubervilliers.

## Variantes
- Les 16 ou 17 premiers exemplaires du Potez VII sont des SEA IV modifiés, dont le numéro constructeur va de 69 à 115.

## Utilisateurs

### France
- Utilisateur : Potez, prototype.

Numéro constructeur : 69 ; immatriculation aéronef : F-ACCA.
- Utilisateur : Compagnie franco-roumaine de navigation aérienne, sur la ligne Paris-Strasbourg-Prague-Vienne-Belgrade-Bucarest-Istanbul.

Numéro constructeur : 106 à 121 ; immatriculation aéronef : F-FRAA à F-FRAP.
- Utilisateur : Compagnie internationale de navigation aérienne ou CIDNA.

Numéro constructeur : 133 et 134 ; immatriculation aéronef : F-FRAV et FRAU.
- Utilisateur : inconnu.

Numéro constructeur : 136 ; immatriculation  aéronef : F-FRAY.